# Tournoi pré-olympique de la CONCACAF 1984
Navigation
Moscou 1980 Séoul 1988
Le tournoi pré-olympique de la CONCACAF 1984 a eu pour but de désigner les 2 nations qualifiées au sein de la zone Amérique du Nord, Amérique centrale et Caraïbes pour participer au tournoi final de football, disputé lors des Jeux olympiques de Los Angeles en 1984,.
Les tours de qualification et le tournoi final de la CONCACAF ont eu lieu du 16 janvier 1983 au 25 avril 1984 et ont permis au Costa Rica et au Canada de se qualifier pour le tournoi olympique. Les trois derniers participants à la ronde finale continentale octroyant deux places qualificatives ont été déterminés dans les trois zones réunissant les 15 nations inscrites à l'issue d'un système à élimination directe disputé en match aller-retour, en jouant si nécessaire un match d'appui sur terrain neutre en cas d'égalité parfaite au score cumulé car la règle des buts marqués à l'extérieur n'est pas en vigueur.
Cette édition des Jeux fut marquée par le boycott d'une quinzaine de pays du bloc communiste, dont l'URSS, craignant pour leur sécurité mais également en réplique au boycott américain aux Jeux olympiques de Moscou quatre ans plus tôt. Plusieurs nations qualifiées à l'issue de ces éliminatoires ont ainsi cédé leur place et ont été remplacées par d'autres pays qui étaient normalement éliminés.

## Pays qualifiés
| Dates                               | Lieu      | Places | Qualifiés         |
| ----------------------------------- | --------- | ------ | ----------------- |
| du 16 janvier 1983 au 25 avril 1984 | Itinérant | 2      | Costa Rica Canada |

## Format des qualifications
Dans le système à élimination directe avec des matches aller et retour, en cas d'égalité parfaite au score cumulé des deux rencontres, les mesures suivantes sont d'application :

- Organisation d'un match d'appui sur terrain neutre,
- La règle des buts marqués à l'extérieur n'est pas en vigueur.

Dans les phases de qualification en groupe disputées selon le système de championnat, en cas d’égalité de points de plusieurs équipes à l'issue de la dernière journée, les critères suivants sont appliqués dans l'ordre indiqué pour établir leur classement :

- Meilleure différence de buts,
- Plus grand nombre de buts marqués.

## Résultats des qualifications

### Zone Amérique du Nord (NAFU)

#### Premier tour
| Équipe 1 | Résultat | Équipe 2 | Aller | Retour |
| -------- | -------- | -------- | ----- | ------ |
| Canada   | 7 - 1    | Bermudes | 6 - 0 | 1 - 1  |
| Mexique  | 6 - 0    | Bahamas  | 6 - 0 | 0 - 0  |

#### Détail des rencontres
| 8 mai 1983 | Canada                                                                                          | 6 - 0 | Bermudes | Swangard Stadium Burnaby, Canada                    |                                                     |
| | Felix (en) 15e · Pakos 30e · Sudeyko 35e · Martin (en) 50e · Connor (en) 70e · McNally (en) 80e | (3 - 0) |          | Spectateurs : 1 400 Arbitrage : Angelo Bratsis (nl) | Spectateurs : 1 400 Arbitrage : Angelo Bratsis (nl) |
| | Rapport                                                                                         | |          | Spectateurs : 1 400 Arbitrage : Angelo Bratsis (nl) | Spectateurs : 1 400 Arbitrage : Angelo Bratsis (nl) |
| Ferguson (en) - Spink, Martin (en), Sudeyko, McQueen - Odinga (en), Pakos, Lee (en), Connor (en), Felix (en) ( McNally (en)) - Vrablic | Équipes                                                                                         | Simmons - D. Brown (en), L. Brown, Symonds, Bascome - Jennings, Lambe, Bean, Bailey - Rich. Calderon, Rob. Calderon |          | Spectateurs : 1 400 Arbitrage : Angelo Bratsis (nl) | Spectateurs : 1 400 Arbitrage : Angelo Bratsis (nl) |

| 8 mai 1983 | Mexique                                                               | 6 - 0 | Bahamas | Estadio Nemesio Díez Toluca, Mexique |                               |
| | Ruiz 16e 69e · Hermosillo 22e 34e · Frías 62e (pen.) · Valenzuela 87e | (3 - 0) |         | Arbitrage : José Carlos Ortiz        | Arbitrage : José Carlos Ortiz |
| Avilés - Román ( 67e González), C. Rodríguez, R. Rodríguez, Zúñiga ( 46e Valenzuela) - Frías, Moreno, Osorio - Méndez, Ruiz, Hermosillo | Équipes                                                               | Stracham - Bain, Knowles ( Gregory), Bellot, Roach ( Smith) - L. Haven (en), R. Rogers (en), K. Rogers - Stock, P. Haven, Brennan |         | Arbitrage : José Carlos Ortiz        | Arbitrage : José Carlos Ortiz |

| 15 mai 1983 | Bermudes | 1 - 1 | Canada | Bermuda National Stadium Hamilton, Bermudes |                                       |
|             | C. Dill  | (? - ?) | Pakos  | Arbitrage : Eduardo Barrantes Montero       | Arbitrage : Eduardo Barrantes Montero |
|             | Équipes  | Ferguson (en) - Spink, Martin (en), Sudeyko, McQueen - Odinga (en) ( 9e Cleugh), Pakos, Lee (en), Connor (en), Felix (en) ( 60e McNally (en)) - Vrablic |        | Arbitrage : Eduardo Barrantes Montero       | Arbitrage : Eduardo Barrantes Montero |

| 15 mai 1983                                                                                              | Bahamas | 0 - 0 | Mexique | Thomas Robinson Stadium Nassau, Bahamas |                                      |
| |         | (0 - 0) |         | Arbitrage : Jorge Mario Ramirez Mena    | Arbitrage : Jorge Mario Ramirez Mena |
| Stracham - Smith, Bain, Bellot , Roach - Haven (en), R. Rogers (en), Sially, Rivers, K. Rogers - Brennan | Équipes | Fernández (es) - Román, C. Rodríguez, R. Rodríguez, Zúñiga ( José Ruiz) - Frías ( González), Moreno, Osorio - Méndez, Joel Ruiz, Hermosillo |         | Arbitrage : Jorge Mario Ramirez Mena    | Arbitrage : Jorge Mario Ramirez Mena |

#### Second tour
| Équipe 1 | Résultat | Équipe 2 | Aller | Retour | Appui |
| -------- | -------- | -------- | ----- | ------ | ----- |
| Canada   | 3 - 2    | Mexique  | 1 - 0 | 1 - 2  | 1 - 0 |

#### Détail des rencontres
| 23 octobre 1983 | Canada          | 1 - 0 | Mexique | Royal Athletic Park Victoria, Canada              |                                                   |
| | Martin (en) 24e | (1 - 0) |         | Spectateurs : 6 790 Arbitrage : Robert Evans (en) | Spectateurs : 6 790 Arbitrage : Robert Evans (en) |
| | Rapport         | |         | Spectateurs : 6 790 Arbitrage : Robert Evans (en) | Spectateurs : 6 790 Arbitrage : Robert Evans (en) |
| Turner (en) - Lowther (en), Wilson, Bridge, Martin (en) - Gray, Ragan, Norman - Mitchell, Vrablic ( 60e Karpun (en)), Sweeney | Équipes         | Fernández (es) - Moreno, Román, José Ruiz, C. Rodríguez - Hermosillo, Meza ( 67e Valenzuela), Zúñiga - González, R. Rodríguez, Frías |         | Spectateurs : 6 790 Arbitrage : Robert Evans (en) | Spectateurs : 6 790 Arbitrage : Robert Evans (en) |

| 6 novembre 1983 | Mexique                    | 2 - 1 | Canada            | Estadio Nemesio Díez Toluca, Mexique         |                                              |
| | Osorio 53e · Joel Ruiz 79e | (0 - 1) | Garraway (en) 19e | Spectateurs : 35 000 Arbitrage : David Socha | Spectateurs : 35 000 Arbitrage : David Socha |
| | Rapport                    | |                   | Spectateurs : 35 000 Arbitrage : David Socha | Spectateurs : 35 000 Arbitrage : David Socha |
| Fernández (es) - Román, C. Rodríguez, R. Rodríguez, José Ruiz - González ( 37e Frías), Moreno, Osorio - Meza ( 57e Valenzuela), Joel Ruiz, Hermosillo | Équipes                    | Turner (en) - Lowther (en), Wilson , Bridge, Martin (en) ( 7e Miller) - Gray, Ragan, Norman - Garraway (en), Mitchell ( 67e Vrablic), Sweeney |                   | Spectateurs : 35 000 Arbitrage : David Socha | Spectateurs : 35 000 Arbitrage : David Socha |

| Match d'appui    | Canada | 1 - 0   | Mexique | Lockhart Stadium Fort Lauderdale, États-Unis         |                                                      |
| 20 décembre 1983 | Gray 61e | (0 - 0) | | Spectateurs : 1 200 Arbitrage : Rómulo Méndez Molina | Spectateurs : 1 200 Arbitrage : Rómulo Méndez Molina |
| 20 décembre 1983 | Rapport |         | | Spectateurs : 1 200 Arbitrage : Rómulo Méndez Molina | Spectateurs : 1 200 Arbitrage : Rómulo Méndez Molina |
| 20 décembre 1983 | Turner (en) - Lenarduzzi [1], Wilson , Bridge, Martin (en) - Gray, Ragan, Norman - Garraway (en), Mitchell, Sweeney | Équipes | Fernández (es) - José Ruiz, C. Rodríguez, R. Rodríguez, Zúñiga - Frías, Moreno, Onofre ( 58e Osorio) - Joel Ruiz, Ramos ( 62e Valenzuela), Hermosillo | Spectateurs : 1 200 Arbitrage : Rómulo Méndez Molina | Spectateurs : 1 200 Arbitrage : Rómulo Méndez Molina |

1  : Un quotidien mexicain mentionne Shaun Lowther (en) aligné dans la défense canadienne au lieu de Bob Lenarduzzi.

### Zone Amérique Centrale (UNCAF)

#### Premier tour
| Équipe 1 | Résultat | Équipe 2   | Aller | Retour |
| -------- | -------- | ---------- | ----- | ------ |
| Salvador | 0 - 6    | Guatemala  | 0 - 2 | 0 - 4  |
| Honduras | 2 - 4    | Costa Rica | 0 - 1 | 2 - 3  |

#### Détail des rencontres
| 11 mai 1983 | Honduras | 0 - 1 | Costa Rica       | Estadio Tiburcio Carias Andino Tegucigalpa, Honduras |                                               |
| |          | (0 - 0) | Guardia (en) 75e | Spectateurs : 45 000 Arbitrage : Jan Mitchell        | Spectateurs : 45 000 Arbitrage : Jan Mitchell |
| Tejeda - Gutiérrez, Bulnes, Suazo, Chavarría - Ruiz, Cáceres ( 70e Espinoza), Bueso ( 16e Reyes (en)) - Laing, Norales, A. Obando (en) | Équipes  | Rojas (en) - Alpízar, Flores, Alfaro, Ledezma - Chavarría, Santana (en) ( 60e Toppings), Solano (en) - Guardia (en), Rivers (en) ( 86e Lacey (es)), M. Obando |                  | Spectateurs : 45 000 Arbitrage : Jan Mitchell        | Spectateurs : 45 000 Arbitrage : Jan Mitchell |

| 18 mai 1983 | Costa Rica                            | 3 - 2 | Honduras                     | Estadio Nacional de La Sabana San José, Costa Rica        |                                                           |
| | Coronado (en) 54e 85e · Chavarría 75e | (0 - 2) | Mendoza 31e · Suazo (en) 43e | Spectateurs : 28 000 Arbitrage : Joaquín Urrea Reyes (hu) | Spectateurs : 28 000 Arbitrage : Joaquín Urrea Reyes (hu) |
| Rojas (en) - Alpízar, Flores, Alfaro, Ledezma - Santana (en) ( 68e Cayasso), Chavarría, Rivers (en), Solano (en) ( Coronado (en)) - Guardia (en), Obando | Équipes                               | Tejeda - Gutiérrez, Bulnes, Suazo, Drummond ( 64e Ruiz) - Toledo, Reyes (en), Mendoza ( 42e Cáceres) - Laing, Lacayo, Suazo (en) |                              | Spectateurs : 28 000 Arbitrage : Joaquín Urrea Reyes (hu) | Spectateurs : 28 000 Arbitrage : Joaquín Urrea Reyes (hu) |

| 22 mai 1983 | Salvador | 0 - 2 | Guatemala                      | Estadio Cuscatlán San Salvador, Salvador |                              |
| |          | (0 - 2) | Pérez (en) 24e · Fernández 27e | Arbitrage : Charles Marshall             | Arbitrage : Charles Marshall |
| Meléndez (en) - Rosales, Henríquez, Martínez ( Peña), Turcios, Infantozzi, Perla, Machado, Canales (en), Huezo, Campos | Équipes  | Jérez (en) - Gómez 44e, Monzón, Monterroso, Salguero - Claverí (es), Fernández, Sánchez - Pérez (en), Méndez, Paredes |                                | Arbitrage : Charles Marshall             | Arbitrage : Charles Marshall |

| 25 mai 1983 | Guatemala                                      | 4 - 0 | Salvador | Estadio Mateo Flores Guatemala, Guatemala           |                                                     |
|             | Paredes 21e 26e · Sánchez 51e · Monterroso 80e | (2 - 0) |          | Spectateurs : 45 000 Arbitrage : Howard Krollfeifer | Spectateurs : 45 000 Arbitrage : Howard Krollfeifer |
|             | Équipes                                        | Meléndez (en) - Rosales, Martínez, Henríquez, Turcios ( Machado) - Perla, Infantozzi ( Burgos), Ramos, Coreas (en) , Canales (en), Peña |          | Spectateurs : 45 000 Arbitrage : Howard Krollfeifer | Spectateurs : 45 000 Arbitrage : Howard Krollfeifer |

#### Second tour
| Équipe 1   | Résultat | Équipe 2  | Aller | Retour |
| ---------- | -------- | --------- | ----- | ------ |
| Costa Rica | 2 - 1    | Guatemala | 1 - 0 | 1 - 1  |

#### Détail des rencontres
| 23 octobre 1983 | Costa Rica   | 1 - 0 | Guatemala | Estadio Nacional de La Sabana San José, Costa Rica       |                                                          |
| | Williams 85e | (0 - 0) |           | Spectateurs : 30 000 Arbitrage : Antonio Márquez Ramírez | Spectateurs : 30 000 Arbitrage : Antonio Márquez Ramírez |
| González (en) - Ledezma, Hines (en), Toppings, Díaz (en) - Chavarría, Santana (en), Rivers (en) - Guardia (en) ( 63e Cayasso), Coronado (en), Obando ( 75e Williams) | Équipes      | Castro - Rodríguez, Monzón, Monterroso, Salguero - Gómez (en), Bolaños (en), Fernández - Paredes, Bobadilla 54e, Pérez (en) |           | Spectateurs : 30 000 Arbitrage : Antonio Márquez Ramírez | Spectateurs : 30 000 Arbitrage : Antonio Márquez Ramírez |

| 30 octobre 1983 | Guatemala     | 1 - 1 | Costa Rica      | Estadio Mateo Flores Guatemala, Guatemala       |                                                 |
| | M. Méndez 81e | (0 - 1) | Solano (en) 41e | Spectateurs : 55 000 Arbitrage : Edward Bellion | Spectateurs : 55 000 Arbitrage : Edward Bellion |
| Jérez (en) - Gómez, Monzón, Monterroso, Salguero - Bolaños (en) ( 46e Martínez), Claverí (es) ( 60e Paredes), Fernández - V.H. Méndez, M. Méndez, Pérez (en) | Équipes       | González (en) - Ledezma, Hines (en), Lacey (es), Díaz (en) - Santana (en) ( 70e Cayasso), Chavarría, Solano (en) - Guardia (en), Coronado (en) ( 80e Williams), Rivers (en) |                 | Spectateurs : 55 000 Arbitrage : Edward Bellion | Spectateurs : 55 000 Arbitrage : Edward Bellion |

### Zone Caraïbes (CFU)

#### Premier tour préliminaire
| Équipe 1           | Résultat | Équipe 2 | Aller | Retour |
| ------------------ | -------- | -------- | ----- | ------ |
| Antigua-et-Barbuda | 1 - 3    | Barbade  | 0 - 1 | 1 - 2  |
| Jamaïque           | 1 - 5    | Cuba     | 0 - 1 | 1 - 4  |

#### Détail des rencontres
| 16 janvier 1983 | Antigua-et-Barbuda | 0 - 1   | Barbade | Antigua Recreation Ground (en) Saint John's, Antigua-et-Barbuda |
|                 |                    | (? - ?) |         |                                                                 |

| 17 février 1983 | Jamaïque | 0 - 1 | Cuba      | Jarrett Park (en) Montego Bay, Jamaïque |  |
| |          | (0 - 0) | Núñez 49e |                                         |  |
| Sterling - Samuels, Ledford, King, Aarons - Bailey, Murray, McLean, Sinclair - Davis, Barton (remplaçants utilisés : McKenzie, Brooks) | Équipes  | Ruiz - Pedroza, Sánchez (en), Loredo - Carrazana, López, Jiménez, Delgado - Acosta, Rodríguez, Núñez (remplaçants utilisés : Massó, Povea) |           |                                         |  |

| 23 février 1983 | Barbade | 2 - 1   | Antigua-et-Barbuda | Stade national de Barbade Bridgetown, Barbade |
|                 |         | (? - ?) |                    |                                               |

| 27 février 1983 | Cuba                                            | 4 - 1                                                                                                 | Jamaïque   | Estadio Pedro Marrero La Havane, Cuba |                         |
| | Delgado 8e 30e · Hernández (en) 26e · Núñez 76e | (3 - 1)                                                                                               | Murray 35e | Arbitrage : Henry Ulloa               | Arbitrage : Henry Ulloa |
| Ruiz - Pedrozo, Loredo, Carranza, Sánchez (en) - Delgado, González, López ( Jiménez) - Massó, Núñez, Hernández (en) ( 80e Rodríguez) | Équipes                                         | Sterling - McKenzie, Ledford, Perkinson, King - McLean, Bailey, Murray, Tulloch (en), Davis, Sinclair |            | Arbitrage : Henry Ulloa               | Arbitrage : Henry Ulloa |

#### Second tour préliminaire
| Équipe 1 | Résultat | Équipe 2 | Aller | Retour |
| -------- | -------- | -------- | ----- | ------ |
| Cuba     | 2 - 0    | Barbade  | 2 - 0 | 0 - 0  |

#### Détail des rencontres
| 27 mars 1983 | Cuba                     | 2 - 0 | Barbade | Estadio Pedro Marrero La Havane, Cuba |                           |
| | Núñez 74e · González 88e | (? - ?) |         | Arbitrage : Phillip Clark             | Arbitrage : Phillip Clark |
| Ruiz - Pedrozo, Loredo, Carranza, Sánchez (en) - Delgado, González, Lopez - Massó, Núñez, Hernández (en) ( Rondón) | Équipes                  | Blaggrove - Lewis, Harris, Edmee, Smith - King, Hall ( Forde (en)), Hewitt, Clarke ( Ellis) - Howerit, Goddard |         | Arbitrage : Phillip Clark             | Arbitrage : Phillip Clark |

| 10 avril 1983 | Barbade | 0 - 0   | Cuba | Stade national de Barbade Bridgetown, Barbade |
|               |         | (0 - 0) |      |                                               |

#### Premier tour
| Équipe 1          | Résultat | Équipe 2               | Aller | Retour |
| ----------------- | -------- | ---------------------- | ----- | ------ |
| Suriname          | 1 - 3    | Cuba                   | 1 - 0 | 0 - 3  |
| Trinité-et-Tobago | 1 - 0    | Antilles néerlandaises | 1 - 0 | 0 - 0  |

#### Détail des rencontres
| 29 mai 1983 | Suriname | 1 - 0   | Cuba | Surinamestadion Paramaribo, Suriname |  |
|             | Ramroch  | (? - ?) |      |                                      |  |

| 12 juin 1983 | Cuba | 3 - 0   | Suriname | Estadio Pedro Marrero La Havane, Cuba |
|              |      | (? - ?) |          |                                       |

| 5 août 1983 | Trinité-et-Tobago | 1 - 0   | Antilles néerlandaises | Arima Municipal Stadium Arima, Trinité-et-Tobago |
|             |                   | (? - ?) |                        |                                                  |

| 28 août 1983 | Antilles néerlandaises | 0 - 0   | Trinité-et-Tobago | Sentro Deportivo Korsou Willemstad, Antilles néerlandaises |                             |
| |                        | (0 - 0) |                   | Arbitrage : Frederick Hoyte                                | Arbitrage : Frederick Hoyte |
| Nivillac - Hoyer, Brunken, Jandroep, Brigitha - Wever ( Phelomina), Clemencia, Kwidama - Zimmerman, Girigorie, Bernadina | Équipes                |         |                   | Arbitrage : Frederick Hoyte                                | Arbitrage : Frederick Hoyte |

#### Deuxième tour
| Équipe 1 | Résultat | Équipe 2          | Aller | Retour | Appui |
| -------- | -------- | ----------------- | ----- | ------ | ----- |
| Cuba     | 3 - 2    | Trinité-et-Tobago | 2 - 0 | 0 - 2  | 1 - 0 |

#### Détail des rencontres
| 25 novembre 1983 | Cuba | 2 - 0   | Trinité-et-Tobago | Estadio Pedro Marrero La Havane, Cuba |
|                  |      | (? - ?) |                   |                                       |

| 9 décembre 1983 | Trinité-et-Tobago | 2 - 0   | Cuba | National Stadium Port-d'Espagne, Trinité-et-Tobago |
|                 |                   | (? - ?) |      |                                                    |

| Match d'appui    | Cuba | 1 - 0   | Trinité-et-Tobago                                                                                            | Estadio Nacional de La Sabana San José, Costa Rica   |                                                      |
| 20 décembre 1983 | Delgado 84e | (0 - 0) | | Spectateurs : 4 226 Arbitrage : Jorge Alberto Leanza | Spectateurs : 4 226 Arbitrage : Jorge Alberto Leanza |
| 20 décembre 1983 | Ruiz - Loredo, Rodríguez, Pedrozo, Caro - Delgado , González, López ( Azcuy ( Povea)), Massó, Rondón, Hernández (en) | Équipes | Maurice - Nelson, Garcia, Furlonge, Morris - Spann ( Denoon), McFarlane, Waterman, Phillip - Punkerin, Gibbs | Spectateurs : 4 226 Arbitrage : Jorge Alberto Leanza | Spectateurs : 4 226 Arbitrage : Jorge Alberto Leanza |

### Tournoi final
La phase finale désignant les deux nations participantes au tournoi olympique a eu lieu en matches aller et retour du 2 mars au 25 avril 1984. Le Costa Rica et le Canada se sont qualifiés.
| Rang | Équipe     | Pts | J | G | N | P | Bp | Bc | Diff |  | Résultats (▼ dom., ► ext.) |     |     |     |
| ---- | ---------- | --- | - | - | - | - | -- | -- | ---- |  | -------------------------- | --- | --- | --- |
| 1    | Costa Rica | 5   | 4 | 1 | 3 | 0 | 1  | 0  | +1   |  | Costa Rica                 |     | 0-0 | 1-0 |
| 2    | Canada     | 4   | 3 | 1 | 2 | 0 | 3  | 0  | +3   |  | Canada                     | 0-0 |     | 3-0 |
| 3    | Cuba       | 1   | 3 | 0 | 1 | 2 | 0  | 4  | -4   |  | Cuba                       | 0-0 | -   |     |

#### Détail des rencontres
| 2 mars 1984 | Costa Rica        | 1 - 0 | Cuba | Estadio Nacional de La Sabana San José, Costa Rica |                                              |
| | Coronado (en) 84e | (0 - 0) |      | Spectateurs : 20 000 Arbitrage : David Socha       | Spectateurs : 20 000 Arbitrage : David Socha |
| Rojas (en) - Toppings, Hines (en), Lacey (es), Ledezma - Chavarría, Santana (en) ( 67e Coronado (en)), Díaz (en) ( 62e Cayasso) - Guardia (en), Rivers (en), Obando | Équipes           | Ruiz - Loredo, Caro, Rodríguez, Povea - Delgado, Acosta ( Sánchez (en)), López - Massó, Hernández (en) ( Pedroso), Rondón |      | Spectateurs : 20 000 Arbitrage : David Socha       | Spectateurs : 20 000 Arbitrage : David Socha |

| 16 mars 1984 | Cuba    | 0 - 0 | Costa Rica | Estadio Pedro Marrero La Havane, Cuba |                             |
| |         | (0 - 0) |            | Arbitrage : Enrique Mendoza           | Arbitrage : Enrique Mendoza |
| Ruiz - Povea, Caro, Loredo, Rodríguez - López ( 82e Jiménez), Delgado, Acosta - Rondón ( 70e Azcuy), Núñez, Hernández (en) | Équipes | Rojas (en) - Toppings, Hines (en), Lacey (es), Obando - Chavarría, Velásquez (en), Santana (en), Díaz (en) - Coronado (en) ( 85e Cayasso), Guardia (en) ( 56e Chacón) |            | Arbitrage : Enrique Mendoza           | Arbitrage : Enrique Mendoza |

| 1er avril 1984 | Costa Rica | 0 - 0 | Canada | Estadio Nacional de La Sabana San José, Costa Rica             |                                                                |
| |            | (0 - 0) |        | Spectateurs : 12 790 Arbitrage : Marco Antonio Dorantes García | Spectateurs : 12 790 Arbitrage : Marco Antonio Dorantes García |
| Rojas (en) - Toppings, Hines (en), Lacey (es), Díaz (en) - Solano (en) ( 72e Cayasso), Santana (en), Chavarría - Rivers (en), Coronado (en), Obando ( Williams) | Équipes    | Lettieri - Lenarduzzi, Bridge, Moore, Sweeney - Norman, James, Ragan, Miller (en) - Garraway (en), Vrablic |        | Spectateurs : 12 790 Arbitrage : Marco Antonio Dorantes García | Spectateurs : 12 790 Arbitrage : Marco Antonio Dorantes García |

| 14 avril 1984 | Canada                     | 3 - 0                                                                                                | Cuba | Royal Athletic Park Victoria, Canada            |                                                 |
| | Sweeney 17e 80e · Gray 62e | (1 - 0)                                                                                              |      | Spectateurs : 6 000 Arbitrage : Gus Constantine | Spectateurs : 6 000 Arbitrage : Gus Constantine |
| | Rapport                    | |      | Spectateurs : 6 000 Arbitrage : Gus Constantine | Spectateurs : 6 000 Arbitrage : Gus Constantine |
| Lettieri - Lenarduzzi, Moore, Bridge ( 86e Martin (en)), Wilson - Vrablic, Ragan, Gray, Sweeney - Segota, Garraway (en) | Équipes                    | Ruiz - Povea, Caro, Loredo, Rodríguez - Jiménez ( 26e Pedroso), Acosta, López - Massó, Núñez, Rondón |      | Spectateurs : 6 000 Arbitrage : Gus Constantine | Spectateurs : 6 000 Arbitrage : Gus Constantine |

| 18 avril 1984 | Canada  | 0 - 0 | Costa Rica | Royal Athletic Park Victoria, Canada                |                                                     |
| |         | (0 - 0) |            | Spectateurs : 5 000 Arbitrage : Angelo Bratsis (nl) | Spectateurs : 5 000 Arbitrage : Angelo Bratsis (nl) |
| | Rapport | |            | Spectateurs : 5 000 Arbitrage : Angelo Bratsis (nl) | Spectateurs : 5 000 Arbitrage : Angelo Bratsis (nl) |
| Lettieri - Bridge, Lenarduzzi, Wilson, Moore - Ragan, Sweeney, Gray - Segota ( Mitchell), Vrablic, Garraway (en) | Équipes | Rojas (en) - Solano (en), Chacón ( García), Alpízar, Coronado (en), Lacey (es), Díaz (en), Obando ( Alfaro), Rivers (en), Toppings, Santana (en) |            | Spectateurs : 5 000 Arbitrage : Angelo Bratsis (nl) | Spectateurs : 5 000 Arbitrage : Angelo Bratsis (nl) |

| 25 avril 1984 | Cuba | non disputé | Canada |  |  |
|               |      |             |        |  |  |